# Le notti di Salem (film)
Le notti di Salem (Salem's Lot) è un film del 2024 diretto da Gary Dauberman.  
La pellicola di genere horror è l'adattamento cinematografico dell'omonimo romanzo di Stephen King, già adattato per il piccolo schermo nel 1979 con la serie televisiva omonima, nel 2004  con la miniserie televisiva Salem's Lot e nel 1987 con l'apocrifo I vampiri di Salem's Lot.   

## Trama
Contea di Cumberland 1975. Lo scrittore di successo Ben Mears torna a Jerusalem's lot, cittadina del New England dove ha trascorso gli anni di gioventù. Ma a Salem's Lot (o al "lot", come lo chiamano gli abitanti) ci sono previsioni fosche per Ben in qualche modo legate a Casa Marsten, sinistra magione il cui ricordo lo ha perseguitato per anni. E, al suo rientro, diventata dimora di un antico e potente vampiro. 

## Produzione
Il film è stato annunciato nel 2019, mentre l'anno seguente è stato confermato che Gary Dauberman, già scritturato in veste di sceneggiatore, avrebbe curato anche la regia del film.

## Distribuzione

### Data di uscita
Inizialmente prevista per il 9 settembre 2022, la distribuzione è stata posticipata al 21 aprile 2023 e infine al 3 ottobre 2024, data in cui Salem's Lot è strato reso disponibile sulla piattaforma Max; il 25 settembre precedente il film era stato proiettano in anteprima mondiale al festival Beyond Fest.

### Divieti
Negli Stati Uniti d'America la MPAA ha classificato il film come vietato ai minori di 17 anni non accompagnati da un adulto (R) per scene contenenti violenza sanguinosa e linguaggio non appropriato.

### Edizione italiana
La direzione del doppiaggio è di Rodolfo Bianchi e i dialoghi italiani sono curati da Lucia Paccoi per conto di Studio Emme che si è occupata anche della sonorizzazione.

## Accoglienza
Sull'aggregatore di recensioni Rotten Tomatoes il film riceve il 37% delle recensioni professionali positive.
Brian Tallarico di RobertEbert.com, a proposito del film, scrive: